# Plectranthus parviflorus
Plectranthus parviflorus är en kransblommig växtart som beskrevs av Carl Ludwig von Willdenow. Plectranthus parviflorus ingår i släktet malbuskar, och familjen kransblommiga växter. Inga underarter finns listade i Catalogue of Life.

## Bildgalleri

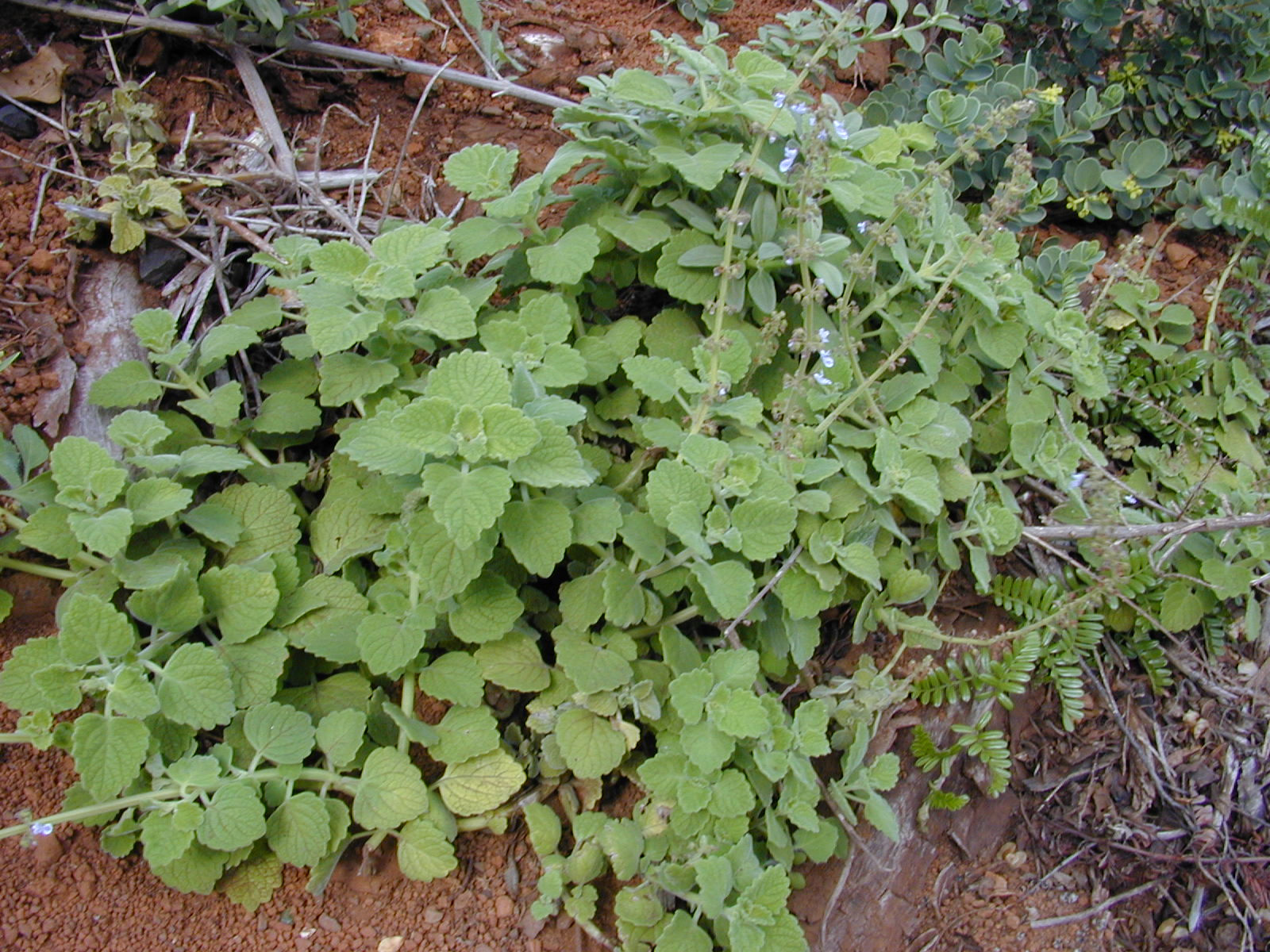